# Petneháza
Petneháza község Szabolcs-Szatmár-Bereg vármegyében, a Baktalórántházai járásban.

## Fekvése
Baktalórántházától 7 kilométerre északra, Kisvárdától 21 kilométerre délre helyezkedik el.
A közvetlen szomszédos települések: észak felől Nyírkarász, délkelet felől Rohod, dél felől Nyírjákó, nyugat felől Laskod, északnyugat felől pedig Nyírtass.

### Megközelítése
Csak közúton érhető el, Nyírkarász vagy Nyírjákó érintésével, a 4105-ös úton. Laskoddal a 41 105-ös számú mellékút köti össze.

## Története
Alapítója a 14. század elején élt Terecse fia Péter vagy Petene, a Petneháziak őse. A Petneházy család a 14-15. században a megye életében nem vitt szerepet, de a falut és a birtokot a 15-16. században mindvégig bírta. Az alapító Terecse neve még 1595-ben is élt, mint praedium és erdő. A 18. század elejétől a Petneházyakkal rokon Ibrányi, Bornemissza, Tatay, Chernel és Péchy családok is birtokolták Petneháza egy-egy részét.
Legnagyobb birtokosai azonban mindig a névadó család tagjai maradtak. Egy időben két, sőt három kúriájuk is volt a faluban; a kúriákhoz tartozó szántóföldekkel, rétekkel, jobbágytelkekkel együtt. 1707-ben Petneházy Zsigmond fia, István és három lánya osztozkodott a szerény vagyonon. Annak ellenére, hogy az alapító család utódai még a 19. század elején is éltek, a birtokosok a 18. század végére már teljesen lecserélődtek. 1847-ben, a faluban 703 lakos élt.
Petneháza határába két középkori település, Bagda és Iklód olvadt be. Bagda személynévi eredetű helynév, legkorábban egy idevaló ispánt említenek 1282-ben. 1321-ven az örökös nélkül meghalt Csépány fia birtokán a Jákó és a Balog-Semjén nemzetségek osztoztak. A 14. században kápolnája is volt, amit a Petneházyak szereztek meg.
Az Iklód némileg később a 14. század második felében az e helyről elnevezett család birtoka volt. Neve bizonytalan eredetű. A család 16-17. században még élt. Iklód a 18. század végén is lakott lehetett, mert a Petneházyaknak náluk zálogban lévő kúriájuk volt. 1615-ben egy kápolnahelyet említenek a határában. 1623-ban 2 lakott és 8 lakatlan telke volt. A 18. században azonban már puszta, nagyobbrészt erdővel benőve.
A századfordulón körjegyzőségi székhely volt, 161 házában 1085, többségében görögkatolikus lakossal. Petneháza eredetileg egyutcás, észak végén kiteresedő, majd kettéágazó útifalu. A község kétharmad része 1887-ben egy pusztító tűzvész után elpusztult. Ezután hosszanti irányban nőtt meg. Délkeleti részén szabályos alaprajzú új településrész alakult ki századunkban. A délnyugati sarkán, a házsorba ékelődve egy szárazmalom keringősátorát ábrázolja egy század elején készült térkép.

## Közélete

### Polgármesterei
- 1990–1994: Molnár Bertalan (FKgP-KDNP)[4]
- 1994–1998: Molnár Bertalan (független)[5]
- 1998–2002: Majoros Péter Pál (Fidesz-FKgP-MDF)[6]
- 2002–2006: Majoros Péter Pál (független)[7]
- 2006–2009: Tóth Istvánné (független)[8]
- 2009–2010: Majoros Péter Pál (független)[9]
- 2010–2014: Majoros Péter Pál (független)[10]
- 2014–2019: Gazdag Józsefné (független)[11]
- 2019–2024: Gazdag Józsefné (Fidesz-KDNP)[12]
- 2024– : Kvárta-Kiss Kitti (független)[1]

A településen 2009. május 3-án időközi polgármester-választást kellett tartani, mert az előző faluvezetőnek megszűnt a polgármesteri jogállása egy, a tisztségével összefüggő bűncselekmény miatt. Tóth Istvánné ennek ellenére jogosult maradt az időközi választáson való elindulásra, amit meg is tett, de öt jelölt közül csak a második helyet érte el.

## Népesség
A település népességének változása:
| Lakosok száma | 1790 | 1742 | 1732 | 1613 | 1529 | 1519 | 1492 |
|               | 2013 | 2014 | 2015 | 2021 | 2022 | 2023 | 2024 |

2001-ben a település lakosságának 99%-a magyar, 1%-a cigány nemzetiségűnek vallotta magát.
A 2011-es népszámlálás során a lakosok 89,4%-a magyarnak, 4,5% cigánynak mondta magát (10,5% nem nyilatkozott; a kettős identitások miatt a végösszeg nagyobb lehet 100%-nál). A vallási megoszlás a következő volt: római katolikus 14,5%, református 29,9%, görögkatolikus 32,9%, felekezeten kívüli 2% (16,7% nem válaszolt).
2022-ben a lakosság 93,6%-a vallotta magát magyarnak, 1,8% cigánynak, 0,1-0,1% németnek, örménynek, bolgárnak és románnak, 1,4% egyéb, nem hazai nemzetiségűnek (6,4% nem nyilatkozott; a kettős identitások miatt a végösszeg nagyobb lehet 100%-nál). Vallásuk szerint 10,5% volt római katolikus, 31,1% református, 23,8% görög katolikus, 2,7% egyéb keresztény, 0,3% evangélikus, 2,7% felekezeten kívüli (27,3% nem válaszolt).